# 1기 구 명인전
1기 구 명인전은 요미우리 신문 주최로 진행된 초기 14회의 명인전중 첫 번째 대회이다. 1962년에 첫 명인이 결정되었다.

## 대회 요약
당시 절대 고수 오청원 9단에게 먼저 명인위를 수여하고 이에 대한 도전자를 뽑아서 도전기를 하자는 설도 있었으나, 결국 오청원 9단을 포함한 13명이 풀리그를 진행해 1위를 명인으로 하는 방식으로 진행되었다. 1961년 1월 18일부터 1962년 8월 9일까지 풀리그로 전부 78국을 진행해 첫 명인 후지사와 히데유키(藤沢秀行)가 탄생하게 되었다. 2기 대회부터는 명인 타이틀 보유자에 대한 도전기 형식으로 진행하는데, 리그 성적 상위 6명이 시드를 받아 차기 본선리그에 자동 진출하게 되고 최종 예선으로 3명이 본선에 올라와 전부 9명이 본선 리그를 진행하는 방식은 아직 까지도 그 틀을 유지하고 있다.

## 대회 일정
| 구분 | 일정                             |
| ---- | -------------------------------- |
| 본선 | 1961년 1월 18일 - 1962년 8월 9일 |

## 본선 리그
당대 고수 13명이 풀리그로 진행했다. 덤은 5집에 빅백승이었다. 현대식으로 표현하자면 5집반에 해당하는데, 차이점은 빅백승은 보통 승보다 승점계산에서 손해를 보는점이 다르다. 오청원 9단이 후지사와 히데유키와 같은 9승 3패를 하고도 9승중 백으로 빅승을 한 경기가 있어서 명인위를 놓치게 되는 불운을 겪었다. 10국 중 1국은 나올 거라고 예상되던 빅이 본선 리그 총 78국중 77국까지 한 번도 없다가 마지막 78국 오청원 9단의 대국에서 나와서 명인위의 행방이 결정되었다.
| 기사명                       | 후지 히 | 오청원 | 사카다 | 한다 | 기타니 | 하시 쇼 | 후지 호 | 시마무라 | 미야시타 | 스기우찌 | 이와다 | 타카가와 | 하시 우 | 성적   | 순위 |
| ---------------------------- | ------- | ------ | ------ | ---- | ------ | ------- | ------- | -------- | -------- | -------- | ------ | -------- | ------- | ------ | ---- |
| 후지사와 히데유키 (藤沢秀行) | -       | 승     | 승     | 패   | 패     | 패      | 승      | 승       | 승       | 승       | 승     | 승       | 승      | 9승3패 | 1위  |
| 오 청 원 (吳淸源)            | 패      | -      | 빅승   | 승   | 승     | 승      | 패      | 패       | 승       | 승       | 승     | 승       | 승      | 9승3패 | 2위  |
| 사카다 에이오 (坂田榮男)     | 패      | 패     | -      | 패   | 패     | 승      | 승      | 승       | 승       | 승       | 승     | 승       | 승      | 8승4패 | 3위  |
| 한다 도겐 (半田道玄)         | 승      | 패     | 승     | -    | 승     | 패      | 패      | 승       | 패       | 승       | 승     | 승       | 패      | 7승5패 | 4위  |
| 기타니 미노루 (木谷實)       | 승      | 패     | 승     | 패   | -      | 패      | 승      | 승       | 패       | 승       | 승     | 패       | 승      | 7승5패 | 4위  |
| 하시모토 쇼지 (橋本昌二)     | 승      | 패     | 패     | 승   | 승     | -       | 패      | 승       | 패       | 패       | 승     | 승       | 승      | 7승5패 | 4위  |
| 후지사와 호사이(藤沢朋斎)    | 패      | 승     | 패     | 승   | 패     | 승      | -       | 패       | 승       | 패       | 패     | 승       | 승      | 6승6패 | 7위  |
| 시마무라 토시히로 (島村利博) | 패      | 승     | 패     | 패   | 패     | 패      | 승      | -        | 승       | 승       | 패     | 패       | 승      | 5승7패 | 탈락 |
| 미야시타 슈우요오 (宮下秀洋) | 패      | 패     | 패     | 승   | 승     | 승      | 패      | 패       | -        | 승       | 패     | 패       | 승      | 5승7패 | 탈락 |
| 스기우찌 마사오 (衫內雅男)   | 패      | 패     | 패     | 패   | 패     | 승      | 승      | 패       | 패       | -        | 승     | 승       | 승      | 5승7패 | 탈락 |
| 이와다 다쓰아끼 (岩田達明)   | 패      | 패     | 패     | 패   | 패     | 패      | 승      | 승       | 승       | 패       | -      | 승       | 패      | 4승8패 | 탈락 |
| 타카가와 카쿠 (高川格)       | 패      | 패     | 패     | 패   | 승     | 패      | 패      | 승       | 승       | 패       | 패     | -        | 패      | 3승9패 | 탈락 |
| 하시모토 우타로 (橋本宇太郞) | 패      | 패     | 패     | 승   | 패     | 패      | 패      | 패       | 패       | 패       | 승     | 승       | -       | 3승9패 | 탈락 |